# فريدريك كوفمان
فريدريك كوفمان (بالإنجليزية: Frederick Kaufman)‏ هو كيميائي أمريكي، ولد في 13 سبتمبر 1919 في فيينا في النمسا، وتوفي في 6 يوليو 1985 بسبب ذات الرئة.